# Shuntaro Furukawa
Shuntaro Furukawa (古川俊太郎, Furukawa Shuntaro, Tóquio, 10 de janeiro de 1972) é um empresário japonês do ramo de jogos eletrônicos que atua desde 2018 como o sexto presidente da Nintendo.

## Biografia
Furukawa cresceu jogando jogos no Family Computer. Ele se formou na Escola de Ciências Políticas e Economia da Universidade de Waseda e entrou para a Nintendo em abril de 1994, trabalhando em um escritório de contabilidade na Alemanha por dez anos. Ele chegou no escritório corporativo na década de 2010, trabalhando na divulgação global e no departamento executivo da Nintendo, além de atuar como diretor externo da The Pokémon Company. Furukawa também se envolveu no desenvolvimento do Nintendo Switch. Foi escolhido como presidente da Nintendo em abril de 2018, sucedendo Tatsumi Kimishima em junho.